# Медаль Холли
Медаль Холли (англ. Holley Medal) — награда за значительные и уникальные достижения в инженерном деле. Присуждается Американским обществом инженеров-механиков с 1924 года. Награда включает в себя 1 тысячу долларов США, медаль из позолоченного серебра и сертификат.

## Лауреаты
- 1924 Hjalmar G. Carlson
- 1928 Сперри, Элмер
- 1930 Baron C. Shiba
- 1934  Ленгмюр, Ирвинг
- 1936 Форд, Генри
- 1937 Frederick G. Cottrell
- 1938 Francis Hodgkinson
- 1939 Carl E. Johansson
- 1940 Армстронг, Эдвин [2]
- 1941 Гаранд, Джон
- 1942  Лоуренс, Эрнест Орландо
- 1943 Буш, Вэнивар
- 1944 Carl L. Norden
- 1945 Sanford A. Moss
- 1946 Norman Gibson
- 1947 Raymond D. Johnson
- 1948 Лэнд, Эдвин Герберт
- 1950 Charles G. Curtis
- 1951 George R. Fink
- 1952 Sanford L. Cluett
- 1953 Philip M. McKenna
- 1954 Шухарт, Уолтер
- 1955 George J. Hood
- 1957 Дрейпер, Чарльз Старк
- 1959 Col. Maurice J. Fletcher
- 1961 Thomas Elmer Moon
- 1963  Шокли, Уильям Брэдфорд
- 1968 Карлсон, Честер
- 1969 George J. Hood
- 1973 Эджертон, Гарольд Юджин, Kenneth J. Germeshausen
- 1975 George M. Grover
- 1976 Лейт, Эмметт [3], Упатниекс, Юрис
- 1977 J. David Margerum
- 1979 Bruce G. Collipp, Douwe de Vries
- 1980 Хонда, Соитиро
- 1982  Килби, Джек [4]
- 1985 Атанасов, Джон Винсент
- 1986 Грэйтбатч, Уилсон
- 1987 Robert J. Moffat
- 1988 Vernon D. Roosa
- 1989  Килби, Джек, Jerry D. Merryman, James H. Van Tassel
- 1990 Планкетт, Рой
- 1991 Томпсон, Джеймс Роберт[англ.]
- 1994 Dominick Danna, Richard W. Newman, William C. Moore
- 1996 Bernard J. Miller
- 1998 Donna L. Shirley
- 2001 Heinz Erzberger
- 2005 James D. Walker  [5]
- 2008 David G. Lilley
- 2010 Ashwani K. Gupta